# Sgurbio
Sgurbio ist ein im Osten der Insel Alicudi gelegener Ort (Contrada). Alicudi gehört zum Archipel der Liparischen Inseln im Tyrrhenischen Meer und ist Teil der Gemeinde Lipari.

## Geographie
Sgurbio liegt in ca. 200 Metern Höhe oberhalb des am Meer gelegenen Ortsteils Bazzina und unterhalb der historischen Kirche von San Bartolo. Im Süden grenzt Sgurbio an den Ortsteil Vallone in Richtung Alicudi Porto. Im Sgurbio gibt es sechs bewohnte Häuser, die auf einem Felsgrat übereinander angeordnet sind und einige verlassene Ruinen. Der Sage nach stehen sie für die fünf Sinne, das unterste Haus ist dem sogenannten sechsten Sinn zugeordnet.

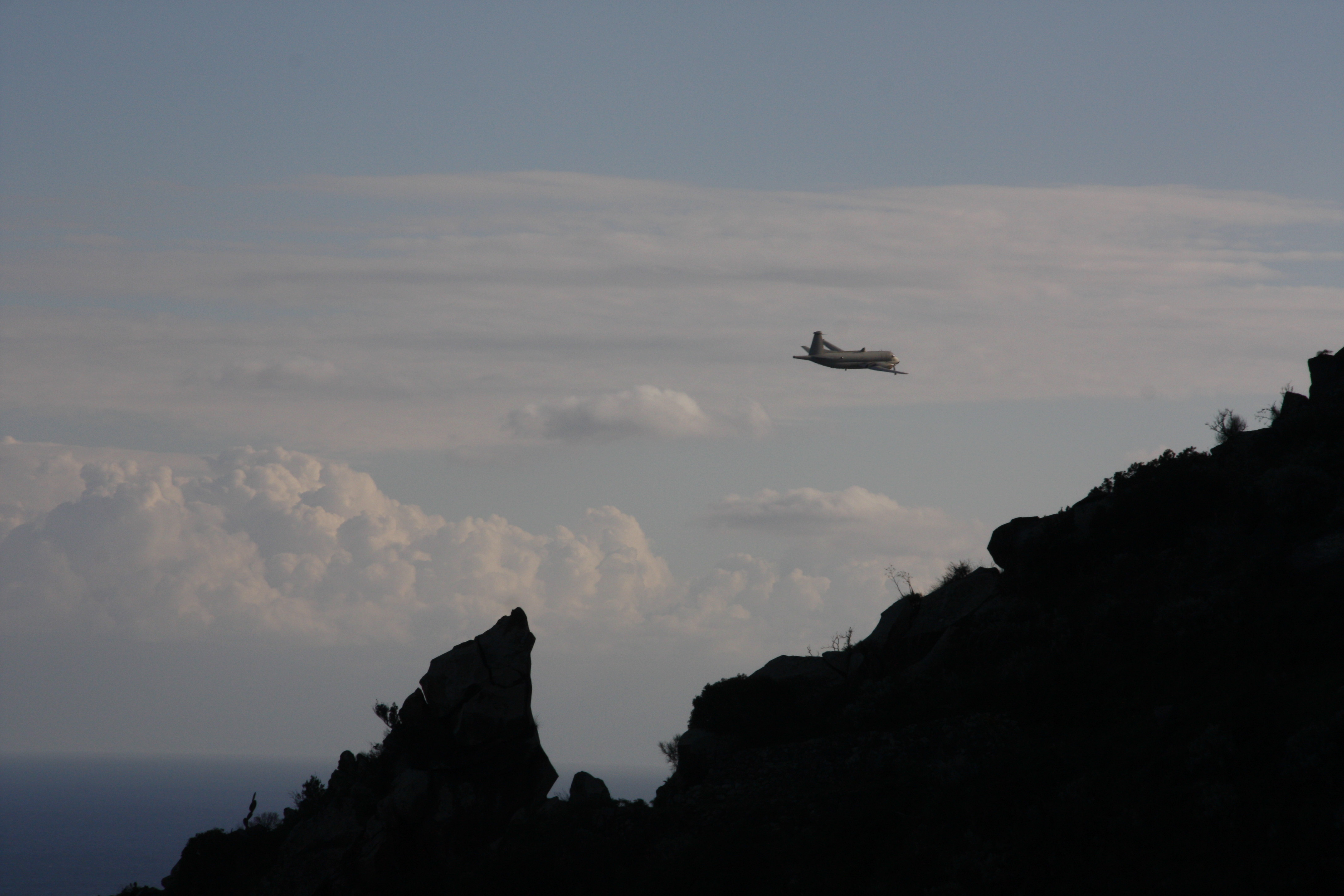
Überwachungsflugzeug

## Denkmalschutz
Wie auf ganz Alicudi herrschen strenge bauliche Richtlinien, die besonders in den äußeren Ortschaften genau eingehalten werden. Es dürfen alte Ruinen wieder aufgebaut werden. Neubauten sind, wie auch größere landschaftliche Veränderungen, strengstens verboten. In den entlegenen Gebieten von Alicudi werden bauliche Veränderungen durch jährliche Überflüge von Flugzeugen und Hubschraubern der Guardia di Finanza überwacht. Normalerweise werden illegal errichtete Häuser per Gerichtsbeschluss wieder abgerissen.

## Besonderheiten
Eine Besonderheit ist der nördlich vom „Eingang“ des Sgurbio gelegene massive Felsen. Er wird von den Einheimischen „schleichender Riese“ genannt, da der Felsen mit ein bisschen Phantasie wie eine kriechende Person aussieht. Durch das kaum vorhandene Streulicht im Umkreis von 40 km – auf Alicudi gibt es keine Straßenbeleuchtung – bietet sich für europäische Verhältnisse ein einzigartiger Sternenhimmel.
Durch den Sgurbio verläuft ein direkter Weg zur Bazzina Alta und Bassa.
Koordinaten: 38° 32′ 37,6″ N, 14° 21′ 41,7″ O